# Desplaçament angular
El desplaçament angular d'un cos és l'angle (que es pot expressar en radians, graus, revolucions o qualsevol altra mesura angular) amb el qual s'indica un gir d'un element al voltant d'un eix de rotació determinat, respecte a una orientació inicial i un sentit específic.
Quan un cos gira entorn al seu eix, el moviment no es pot analitzar com el d'una partícula, ja que durant el moviment circular experimenta una velocitat i acceleració canviant en qualsevol instant (t). Quan es tracta d'una rotació d'un objecte, el cas més simple és considerar-lo com un sòlid rígid, és a dir considerar que la distància entre totes les seves partícules es manté constant independentment del moviment del cos. Des d'un punt de vista pràctic, qualsevol objecte es potencialment deformable, però en un gran nombre de casos, la magnitud d'aquestes deformacions es despreciable. La rotació d'un cos rígid respecte a un eix fix es denomina moviment rotatiu.

## Mesuraments
El desplaçament angular es mesura habitualment en radians o en graus. L'ús dels radians proporciona una relació molt simple entre la distància recorreguda al voltant d'un cercle i la distància r des del centre de gir:
θ= s/r
Per exemple, si un cos gira 360 graus al voltant d'una circumferència de radi r, el desplaçament angular ve donat per la distància recorreguda al voltant del cercle, que és {\displaystyle \theta ={\frac {2\pi r}{r}}}. Això es pot simplificar a {\displaystyle \theta =2\pi }, resultant que una revolució és igual a {\displaystyle 2\pi } radiants.
Quan una partícula viatja del punt P al punt Q en un interval de temps, el radi del cercle passa per un canvi d'angle, que és igual al seu desplaçament angular.

## Tres dimensions
En tres dimensions, el desplaçament angular és una entitat com una direcció i una magnitud. La direcció específica el eix de rotació, que sempre existeix en virtut del teorema de rotació d'Euler; i la magnitud indica el valor de la rotació expressada en radiants al voltant d'aquell eix. Aquesta expressió es denomina notació axial-angular de l'angle dirat.
Tot i tenir direcció i sentit, el desplaçament angular no és un vector pròpiament dit perquè no obeeix a la llei commutativa per a la suma.

### Notació matricial
Donat que qualsevol marc de referència en l'espai es pot descriure mitjançant una matriu de rotació, el desplaçament entre ells també pot descriure's mediant una matriu de rotació. Siguent A0 i Af dues matrius, la matriu de desplaçament angular entre elles es pot obtenir com Af · Ao elevat a la menys 1. Quan aquest producte es realitza com una diferència molt petita entre diversos sistemes de referència, s'obté una matriu pròxima a la identitat.
En el límit, es genera una matriu de rotació infinitesimal.